# Noel Howlett
Pour les articles homonymes, voir Howlett.
Noel Howlett (22 décembre 1902 - 26 octobre 1984) est un acteur britannique, principalement connu pour son rôle dans la série Please Sir.
Il est né à Maidstone dans le Kent et commence sa carrière en 1930 dans la pièce Hay Fever de Noël Coward. Il est aussi apparu dans divers films comme The Winslow Boy ou des séries comme Chapeau melon et bottes de cuir ou L'Homme à la valise

## Filmographie partielle
- 1948 : Sarabande (Saraband for Dead Lovers) de Basil Dearden
- 1949 : La Rose et l'Oreiller (Once Upon a Dream), de Ralph Thomas
- 1959 : Teddy Boys (Serious Charge) de Terence Young
- 1965 : Les Aventures amoureuses de Moll Flanders de Terence Young : Bishop